# Zavety Ilitcha (kraï de Khabarovsk)
Zavety Ilitcha (en russe : Заве́ты Ильича́) est une commune urbaine du raïon de Sovetskaïa Gavan du kraï de Khabarovsk, en Russie. Il forme l'établissement urbain de Zavety Ilitcha, et se trouve en Extrême-Orient russe. Sa population s'élevait à 7 989 habitants en 2023.    

## Géographie
La commune urbaine de Zavety Ilitcha se situe en Extrême-Orient russe, dans le kraï de Khabarovsk, dans le district fédéral d'Extrême-Orient. La localité se trouve dans le raïon de Sovetskaïa Gavan, une des raïons du kraï, et forme comme seule localité l'établissement urbain de Zavety Ilitcha, une municipalité du raïon,,.
Zavety Ilitcha, comme tout le kraï de Khabarovsk, est située dans le fuseau horaire MSK+7 (heure de Vladivostok). Le décalage horaire appliqué par rapport au temps universel coordonné est +10:00.

## Démographie
Recensements (*) et estimations de la population:
| 2002* | 2010* | 2021* | 2023  |
| ----- | ----- | ----- | ----- |
| 9 429 | 9 162 | 8 050 | 7 989 |